# Richard DeRosa

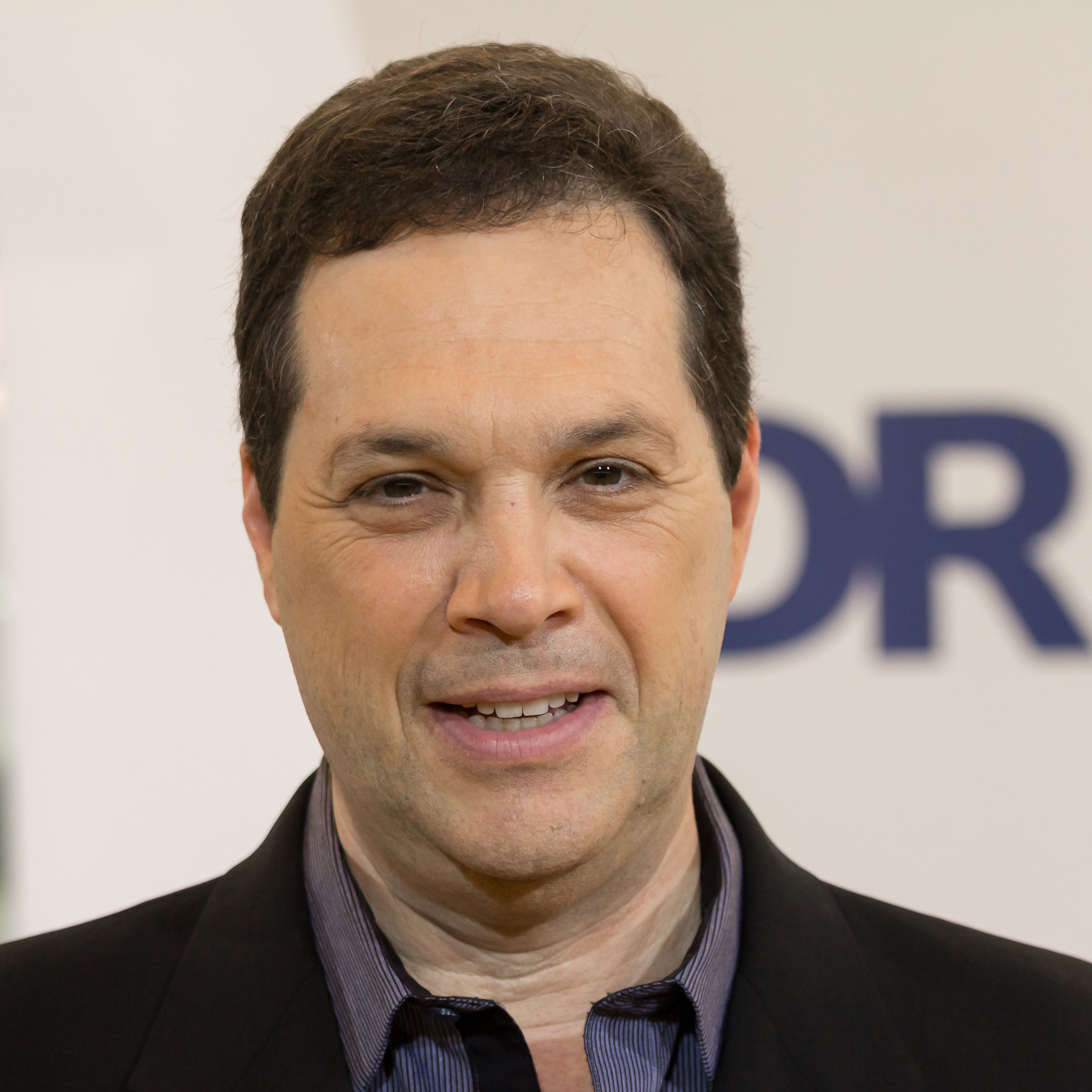
Richard DeRosa, 2014

Richard Jerome DeRosa (* 25. November 1955 in Huntington, Long Island, New York) ist ein US-amerikanischer Jazzmusiker (Schlagzeug, auch Synthesizer), der insbesondere als Komponist und Dirigent bekannt geworden ist. Der Leiter des Studiengangs für Jazzkomposition und Arrangement an der University of North Texas war von der Spielzeit 2014/15 bis Sommer 2016 Chefdirigent der WDR Big Band Köln.

## Leben und Wirken
DeRosa stammt aus einer musikalischen Familie: Sein Vater ist der Schlagzeuger Clem DeRosa; seine Geschwister sind ebenfalls Musiker. Er studierte an der Manhattan School of Music Jazz und Komposition und an der New Jersey City University Musikerziehung.
DeRosa gehörte in den 1980er Jahren zur Band von Gerry Mulligan; er tourte mit Bob Brookmeyer, Jackie & Roy, spielte aber auch mit Marian McPartland, Randy Sandke, Chris Potter, Bucky Pizzarelli, Harry Sheppard oder Ken Peplowski. Er arrangierte für die Big Band von Mel Lewis, das Metropole Orkest und Wynton Marsalis’ Lincoln Center Jazz Orchestra ebenso wie für Toots Thielemans, Norah Jones, Dominick Farinacci und Cassandra Wilson. Als Arrangeur, Dirigent und Schlagzeuger spielte er zudem zahlreiche Aufnahmen ein, unter anderem mit Susannah McCorkle, Nancy Harrow, Marlene VerPlanck und Gerry Mulligan. DeRosas Arrangements und Kompositionen sind nicht nur im Jazz gefragt, sondern auch als Filmmusiken, für Frankenstein – A New Musical und Videoclips.
DeRosa lehrte zunächst an der Manhattan School of Music und an der Juilliard School. 1999 wurde er an die William Paterson University als Professor für Jazzkomposition und Arrangement berufen. Dann wechselte er an die University of North Texas.

## Schriften
- Concepts for Improvisation - A Comprehensive Guide for Performing and Teaching Hal Leonard 1997
- Andrea Pejrolo & Richard DeRosa Acoustic and MIDI Orchestration for the Contemporary Composer Focal Press 2007